# Łódź (osada leśna w powiecie poznańskim)
Łódź – osada leśna w województwie wielkopolskim, powiecie poznańskim, gminie Stęszew, na terenie Wielkopolskiego Parku Narodowego między Łodzią a Trzebawiem.
W latach 1975–1998 miejscowość administracyjnie należała do województwa poznańskiego.
W pobliżu leśniczówki znajduje się pomnik lotników, którzy zginęli tu w 1928.